# Anime fiammeggianti
Anime fiammeggianti è un film del 1994 diretto da Davide Ferrario.

## Trama
Rosario, un professore di filosofia in crisi per la fine del suo matrimonio, inizia - sospinto dalla Vergine Maria che gli appare di continuo - a godersi la vita commettendo ogni sorta di crimine. Grazie al suo cambiamento di personalità, Rosario riuscirà a riavvicinarsi all'amata moglie.

## Critica
- Il Dizionario Morandini assegna al film due stelle e mezzo su cinque, lo definisce grottesco filosofico dai risvolti surreali ed attribuisce il suo insuccesso al rifiuto di soddisfare la richiesta di realismo nello spettatore.[1][2]
- Il Dizionario Farinotti gli assegna tre stelle su cinque e lo definisce il miglior film di Ferrario dai tempi dell'esordio.[3]